# Expedition 49
Expedition 49 è stata la 49ª missione di lunga durata verso la Stazione spaziale internazionale.

## Equipaggio
| Ruolo               | Settembre 2016                            | Settembre – Novembre 2016                 |
| ------------------- | ----------------------------------------- | ----------------------------------------- |
| Comandante          | Anatolij Ivanišin, Roscosmos Secondo volo | Anatolij Ivanišin, Roscosmos Secondo volo |
| Ingegnere di volo 1 | Takuya Ōnishi, JAXA Primo volo            | Takuya Ōnishi, JAXA Primo volo            |
| Ingegnere di volo 2 | Kathleen Rubins, NASA Primo volo          | Kathleen Rubins, NASA Primo volo          |
| Ingegnere di volo 3 |                                           | Sergej Ryžikov, Roscosmos Primo volo      |
| Ingegnere di volo 4 |                                           | Andrej Borisenko, Roscosmos Secondo volo  |
| Ingegnere di volo 5 |                                           | Robert Kimbrough, NASA Secondo volo       |

FonteSpacefacts